# Fujiwara no Hamanari
Fujiwara no Hamanari est un nom japonais traditionnel ; le nom de famille (ou le nom d'école), Fujiwara, précède donc le prénom (ou le nom d'artiste).
Fujiwara no Hamanari (藤原 浜成) (724 – 12 mars 790) est un noble et poète japonais de l'époque de Nara. Il est le fils de Fujiwara no Maro et, selon le recueil de généalogies Sonpi Bunmyaku, d'Uneme de Yakami no Kōri, province d'Inaba, qui est probablement la même personne à l'origine de la fameuse affaire avec Aki no Ōkimi. L'anthologie Man'yōshū ne contient aucun de ses poèmes. Il a un fils, Toyohiko (豊彦), avec une femme inconnue et d'autres enfants d'autres femmes. La note de bas de page du Sonpi Bunmyaku indique cependant que Toyohiko est en fait le petit-fils de Hamanari.

## Biographie
En tant qu'héritier de son père Maro, fondateur de la dynastie des Kyōke, Hamanari est une personnalité centrale du clan. Cependant, il est presque d'une génération plus jeune que les deuxièmes chefs des Nanke, des Hokke et des Shikike ce qui le laisse toujours un pas derrière leur avancement.
Hamanari se voir conférer le rang de 従五位下 (ju go-i no ge) en 751. Du temps de l'impératrice Kōken, il occupe des positions de haut niveau dans les différents ministères mais sa promotion stagne à ce rang jusqu'à la rébellion de Fujiwara no Nakamaro en 764. Il soutient le côté de l'impératrice Kōken lors du conflit et bénéficie d'une promotion au rang de 従四位下 (ju shi-i no ge) un mois plus tard. Il exerce la fonction de directeur du gyōbu-shō (ministère de la Justice pré-moderne) et en 772 est promu au rang de 従四位上 (ju shi-i no jō) et sangi, rejoignant ainsi les rangs des kugyō.
En 773, l'héritier de l'empereur Kōnin, le prince héritier Osabe (他戸親王) est déshérité et selon le rekishi monogatari et le Mizukagami, Hamanari s'oppose au prince Yamabe, le candidat de Fujiwara no Momokawa, futur empereur Kanmu, en faveur de son frère d'une autre mère, au motif que la mère de Yamabe est une descendante d'immigrants originaires de Baekje.
Cependant, Hamanari est régulièrement promu au sein de la cour de Kōnin : en 774 au rang de 正四位下 (shō shi-i no ge), en 775 à celui de 正四位上 (shō shi-i no jō) et en 776 à celui de 従三位 (ju san-mi).
En 781, après que l'empereur Kanmu est monté sur le trône, Hamanari est éloigné de la capitale en tant que directeur du Dazaifu. Deux mois plus tard, il est rétrogradé au sein de ce corps, voit le nombre de ses obligés réduit de dix personnes à trois et son salaire réduit des deux tiers et il lui est ordonné de cesser d'exercer ses fonctions actuelles et de les laisser à son subordonné supposé. Ces mesures sont probablement destinées par Kanmu à servir d'exemple pour son opposition, et peut-être aussi de représailles. En 782, Higami no Kawatsugu, le gendre de Hamanari, se rebelle et Hamanari est impliqué et déchu de sa haute position de sangi. Il n'est jamais en mesure de revenir au centre du gouvernement. Hamanari meurt au Daizaifu en 790 à l'âge de 67 ans.

## Personnalité
Hamanari a une bonne formation de lettré et pratique la divination et l'onmyōdō. Il occupe des postes dans divers ministères mais est incapable de produire des résultats impressionnants. Selon le Shoku Nihongi, cela cause de la souffrance à ses subordonnés et aux gens.
En poésie, il est surtout connu pour le Kakyō Hyōshiki (« code de poésie »), le plus ancien texte japonais encore existant de critique poétique dans lequel il essaye d'appliquer les règles phonétiques de la poésie chinoise à la poésie japonaise.

## Biographie
- (ja) Yoshinobu Itō, 天応元年六月の政変 [« The Coup of the Sixth Month of the First Year of Ten'ō »],‎ 1969, chap. 74
- (ja) Hiroshi Yamaguchi, 藤原浜成論（上・下） [« Fujiwara no Hamanari (Parts 1 and 2) »], vol. 27 et 28,‎ 1975–1976, chap. 12 and 1
- (ja) Makoto Satō, 歌経標式－注釈と研究－ [« Kakyō Hyōshiki -Annotation and Research- »], 桜楓社 (Ōfūsha?),‎ 1993, « 藤原浜成とその時代 »
- (ja) Yoshinobu Kimoto, 氷上川継事件と藤原浜成 [« The Higami no Kawatsugu Incident and Fujiwara no Hamanari »],‎ 2006
- Judith Rabinovitch - Harvard Journal of Asiatic Studies, Vol. 51, No. 2 (Dec., 1991), pp. 471–560 - DOI 10.2307/2719287 (Fujiwara no Hamanari is mentioned in the first sentence of the first of the 90 pages of this article. This first page is at this link and is free.)

## Source de la traduction
- (en) Cet article est partiellement ou en totalité issu de l’article de Wikipédia en anglais intitulé « Fujiwara no Hamanari » (voir la liste des auteurs).